# Nadezjda Krupskaja
Nadezjda Konstantinovna Krupskaja (ryska: Надежда Константиновна Крупская), född 26 februari 1869 (14 februari enligt gamla stilen) i Sankt Petersburg, död 27 februari 1939 i Moskva, var en sovjetisk (rysk) marxistisk politiker; medlem av politbyrån, ledamot i Sovjetunionens högsta sovjet, och vice utbildningsminister 1929–1939. Hon var gift med Vladimir Lenin från 1898 till hans död 1924.

## Biografi

### Tidigt liv
Nadezjda Krupskaja var dotter till officeren adelsman Krupski Konstantin Ignatevitj, och adelsdamen Elizaveta Vasiljevna Tistrova. Föräldrarna var fattiga men beskrivs som bildade; modern tog examen på Bestuzjevkurserna och arbetade som guvernant före giftermålet. Fadern blev senare utesluten ur armén, möjligen misstänkt för revolutionära aktiviteter.
Nadezjda Krupskaja studerade vid Furst A.A. Obolenskijs gymnasium för kvinnor i Sankt Petersburg, som beskrivs som förnämt men radikalt. Hon beskrivs som allvarlig och engagerad och intresserade sig tidigt för Tolstojs teorier, som framhävde individuellt anpassad undervisning och ett enkelt privatliv, där det skulle vara onödigt att exempelvis behöva betala någon för att städa sitt hem och därmed vara oberoende av andra. Hon beskrivs också som enkel vad gällde klädsel, inredning och personliga vanor och ogillade lyx. Hon deltog i diskussionsklubbar vilka använde underjordiska bibliotek för att kunna läsa förbjuden litteratur, som exempelvis Karl Marxs skrifter. Det var i dessa hon blev kommunist och 1894 också mötte Vladimir Lenin. 

### Politisk aktivism
År 1896 arresterades såväl Krupskaja som Lenin. Lenin dömdes till straffarbete i Sibirien. Krupskaja fick tillåtelse att avtjäna straffet med honom på villkor att hon gifte sig med honom, vilket hon gjorde. Det är osäkert om de gifte sig för kärlek eller för att kunna arbeta för sitt politiska mål tillsammans. Deras äktenskap beskrivs som en arbetsrelation snarare än som ett kärleksförhållande, och Lenin ska periodvis ha behandlat henne hänsynslöst. Hon följde honom i exil till Tyskland efter frigivningen 1901. 
1903 blev Nadezjda Krupskaja funktionär i bolsjevikavdelningen av det ryska socialistpartiet och 1905 sekreterare i partiets centralkommission. Hon återvände 1905 till Ryssland med maken men fick samma år lämna det igen efter den misslyckade revolutionskuppen och arbetade sedan som lärare i Paris. 

### Sovjetisk karriär
Efter oktoberrevolutionen 1917 utsågs hon till ledamot av statliga utbildningskommissionen. Hon grundade Komsomol och barnens pionjärorganisation. Hon blev 1920 ordförande i folkkommissionens utbildningsavdelning, var från 1929 vice utbildningsminister (folkkommissarie) och fick ansvaret för Vnesjkolny Otdel, vuxenutbildningen. Som sådan blev hon också den tredje kvinnan i Ryssland på en ministerpost. Hon är känd för utvecklingen av biblioteksväsendet och det sovjetiska utbildningssystemet; hon verkade bland annat för politisk indoktrinering och censur samt antireligiositet inom utbildningssystemet. 
1924 blev Nadezjda Krupskaja medlem av politbyrån, 1927 ledamot i dess kontrollkommission, 1931 ledamot i Sovjetunionens högsta sovjet och samma år hedersmedborgare. Hon favoriserade Josef Stalin under maktstriden mellan oppositionen och SUKP-majoriteten under 1920-talet. Hon besvarade år 1925 Lev Trotskijs Oktoberlektionerna med yttrandet att "Analyser av Marx har aldrig tillhört kamrat Trotskijs styrka", hävdade i debatten om socialism i ett land mot en permanent revolution att Trotskij: "underskattar den roll som spelas av bönderna", och att han felbedömt den revolutionära situationen i Tyskland vid första världskrigets slut. Under 1925 års partikongress stödde hon initialt Grigorij Zinovjev och Lev Kamenev, men röstade sedan för processen mot Nikolaj Bucharin och uteslutningen av Trotskij, Zinovjev och Kamenev.

## Utmärkelser
Asteroiden 2071 Nadezhda är uppkallad efter henne.

### Ordnar
- Leninorden[9]
- Arbetets Röda Fanas orden[9]

[Redigera Wikidata]

## Galleri

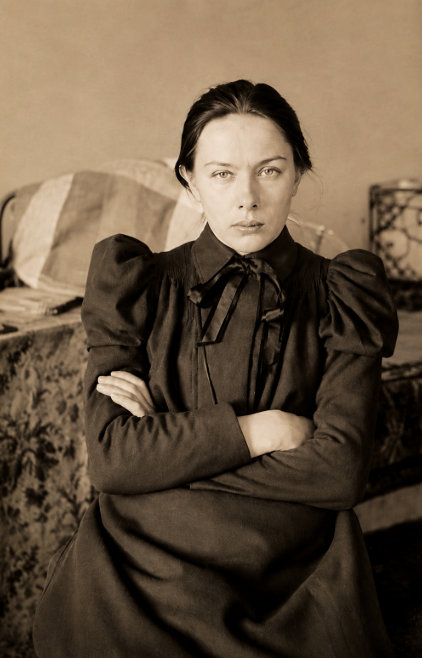
Nadezjda Krupskaja 1890.
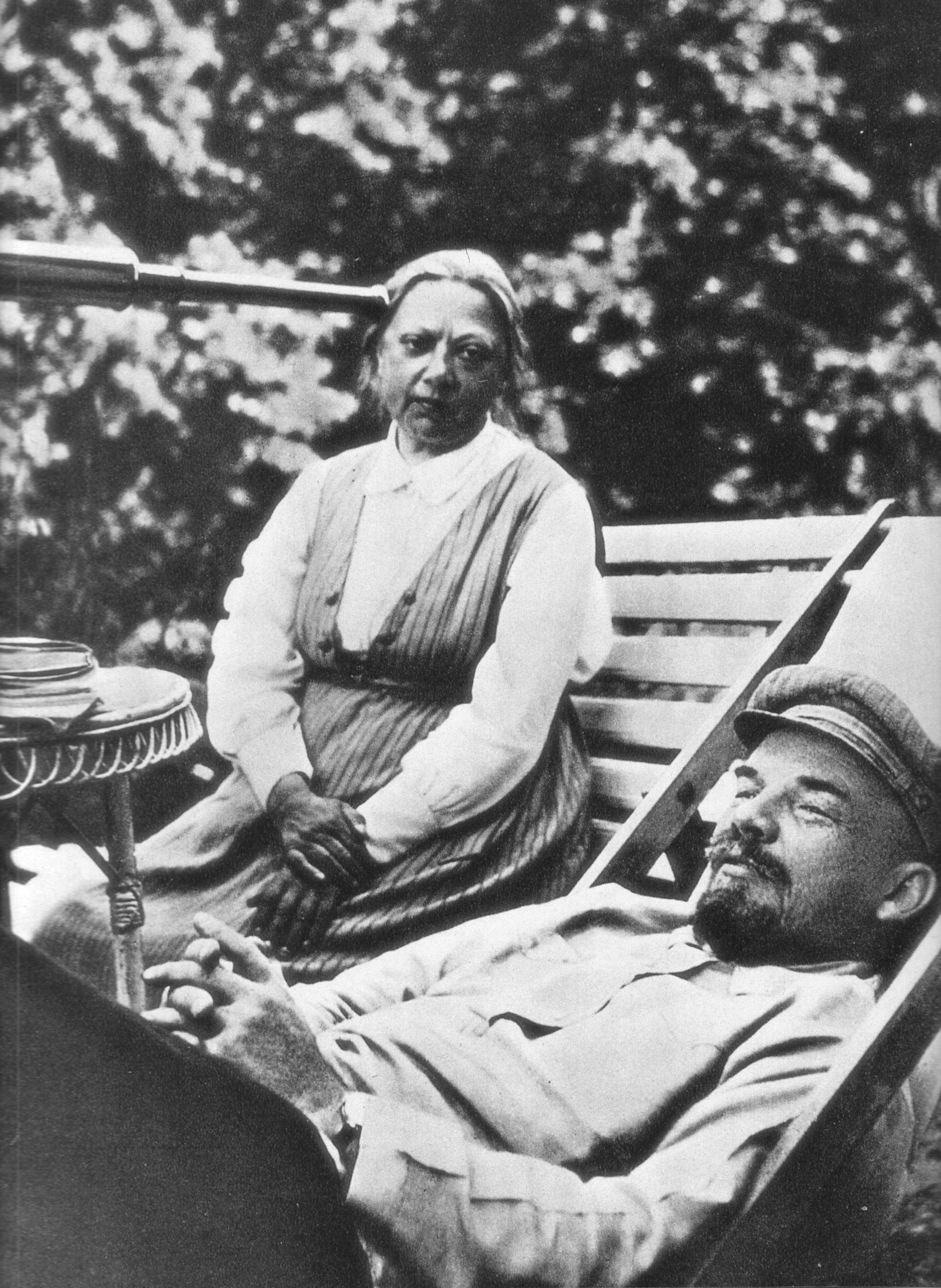
Nadezjda Krupskaja och Vladimir Lenin 1922.
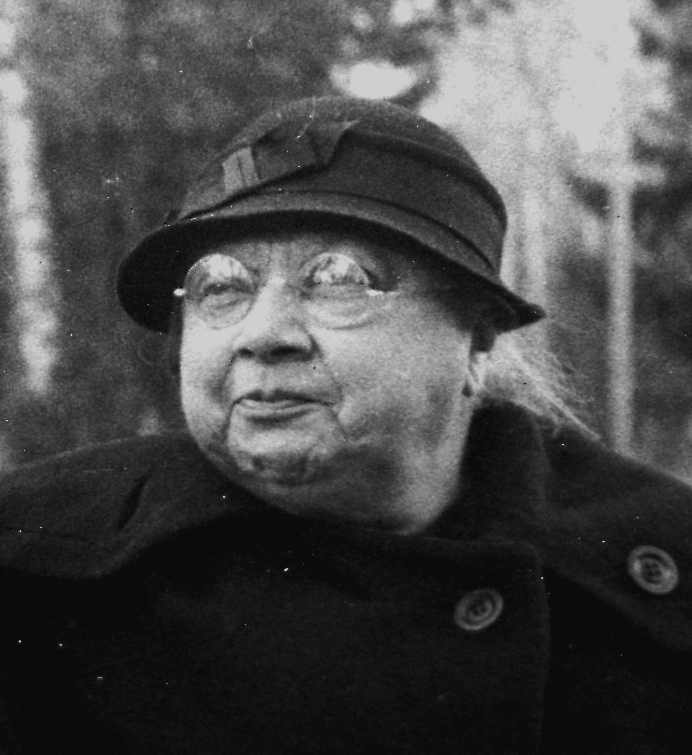
Nadezjda Krupskaja 1936.

Krupskaja författade en biografi över Lenin som betraktas som den mest detaljerade biografin om Lenin före hans maktövertagande. Den skildrar honom fram till år 1919.